# La Trinidad (Comayagua)
La Trinidad es un municipio del departamento de Comayagua en la República de Honduras. También es el nombre de la cabecera del mismo. Su nombre es en honor a la Santísima Trinidad.

## Límites
El municipio está ubicado en el corazón del departamento de Comayagua. Está rodeado de los cerros Calichón y Grande. Al norte está la Quebrada del Rancho y al sur el río Guare.
| Orientación | Límite                               |
| ----------- | ------------------------------------ |
| Norte       | Municipio de Ojos de Agua, Comayagua |
| Norte       | Municipio de La Libertad, Comayagua  |
| Sur         | Municipio de El Rosario, Comayagua   |
| Este        | Municipio de San Jerónimo, Comayagua |
| Oeste       | Municipio de Meámbar, Comayagua      |

## Historia
La historia de este municipio es muy incierta. No se sabe exactamente cuando fue fundado. En 1880, se le dio el título de municipio. Además, se sabe que antes este municipio se llamaba Trinidad de las Cuevas. En 1896 aparece como municipio del Distrito del Rosario.

## Economía
Entre los principales productos agrícolas están los granos básicos, maíz, frijol, piña y guineo. Entre la principal ganadería en el municipio están los pollos, pavos, conejos, bovinos, equinos y porcinos.

### Fiestas patronales
Se realizan las fiestas: La Trinidad, el 23 de junio; Tierra Blanca, en honor a San Gaspar, el 25 de abril; y Los Anices, en conmemoración a la virgen de los Dolores, el viernes antes de Semana Santa. La virgen de los dolores es una de las vírgenes más veneradas del municipio, habiendo una imagen de la misma con más 50 años de antigüedad.

## Política
| Puesto        | Titular                       | Partido político |
| ------------- | ----------------------------- | ---------------- |
| Alcalde       | Sandoval Napoleón Amaya       | Partido Nacional |
| Vicealcaldesa | Denia Yaneth Chavarría Zavala | Partido Nacional |
| Regidor       | Carlos Omar Chávez Sánchez    | Partido Liberal  |
| Regidor       | Elmer Jovani Rivera Sánchez   | Partido Nacional |
| Regidora      | Marta Gloria Reyes Oviedo     | Partido Liberal  |
| Regidora      | Silvia Ester Maradiaga Ruiz   | Partido Nacional |

## División administrativa
- Aldeas: 7 (2013).
- Caseríos: 36 (2013).

La Trinidad contaba con 5 aldeas y 24 caseríos hasta el 2009. La cabecera municipal, La Trinidad, se ubica en el centro del municipio. 
| Código administrativo | Aldea                  |
| --------------------- | ---------------------- |
| 030801                | La Trinidad            |
| 030802                | El Cordoncillo         |
| 030803                | El Peñón               |
| 030804                | Guacamaya Barrio Abajo |
| 030805                | Las Tierras            |
| 030806                | Los Anices             |
| 030807                | Tierra Blanca          |
| 030808                | Las Delicias           |

## Fuente
- Flores, Fredy; Sergio Palacios (2009). Honduras Geográfica. Ediciones Ramsés. p. 75.